# Ayancık
Ayancık là một huyện thuộc tỉnh Sinop, Thổ Nhĩ Kỳ. Huyện có diện tích 903 km² và dân số thời điểm năm 2007 là 22748 người, mật độ 25 người/km².